# Dinah Sheridan
Dinah Sheridan, född Dinah Nadyejda Ginsburg 17 september 1920 i Hampstead, London, död 25 november 2012 i Northwood, London, var en brittisk skådespelerska.

## Rollista i urval
- 1943 – Flygmalajen i hemvärnet
- 1950 – Paul Temple och gäckande Z
- 1951 – Elfenbensjägarna
- 1952 – Svindlande rymder
- 1953 – På vift med Genevieve
- 1970 – Tågräddarna
- 1979 – Sykes (TV-serie)
- 1980 – Spegeln sprack från kant till kant
- 1983 – Doctor Who (TV-serie)
- 1992 – Lovejoy (TV-serie)
- 1999 – Jonathan Creek (TV-serie)